# 王楷 (嘉靖進士)
王楷（1518年—？），字子正，號竹峰，浙江金華府永康縣人，明朝政治人物。

## 生平
嘉靖三十四年（1555年）乙卯科應天府鄉試第一百名舉人，三十五年（1556年），登丙辰科会试六十五名，三甲第十二名進士。兵部观政，授直隶扬州府推官，三十八年九月考选刑科給事中。四十二年復除礼科，上言四事：一选德行以振士风、一处贡途以备实用、一谨奏辩以存大体、一明事权以饬吏治，五月升刑科右，九月本科左，四十三年闰二月升湖广布政司右参议，四十四年致仕。

## 家族
曾祖王乾；祖父王綸，壽官；父王淮，壽官。母李氏。兄杞、弟彬（监生）、杙、朴。